# Erythrodontium
Erythrodontium là một chi rêu trong họ Entodontaceae.